# Hilda Grīva
Hilda Grīva, más néven Hilda Cerbach-Grīva (Sīkrags, 1910. február 27. – Ventspils, 1984. szeptember 13.) lett zenetanár, karvezető és kiemelkedő lív kulturális személyiség. A "Kāndla" lív folklóregyüttes alapítója és művészeti vezetője, a lív nyelvű kiadványok munkatársa, valamint a lív nyelv és dal fontos hagyományőrzője és megőrzője.

## Fiatalkora és neveltetése
Hilda Grīva 1910-ben született Sīkrags halászfalujában (a mai Kolka plébánián, Talsi községben, Lettországban) Oskars livóniai  halász és észt felesége, Minna Cerbaha háztartásában. Nővérével, Elfrīda-val együtt lív, észt és lett nyelven nőttek fel.
Az első világháború alatt családja Észtországban élt, ahol Grīva elkezdte iskoláit. A háború után a Mazirbei általános iskolában, majd Ventspilsben tanult, ahol magán hegedűórákat kezdett venni. 1927-ben Oskar Loorits és Lauri Kettunen nyelvészek segítségével Finnországba küldték tanulni. Ott a Tūsola Népfőiskolába járt, finn nyelvet tanult, és magánzongoraoktatást kapott Jean Sibelius zeneszerző lányától. Ének szakon is tanult a Helsinki Akadémián (ma Sibelius Akadémia). 1928-ban a Heinola Tanítóintézetben, majd a Jelgava Tanítóintézetben folytatta tanárképzését, ahol 1934-ben végzett.

## Kulturális és zenei munkássága
Míg még Jelgavában tanult, Grīva Pēteris Dambergs és Alise Gūtmanis mellett társalapítója volt a Līvli lív nyelvű havilapnak, és cikkeket írt és fordított finn nyelvről. 
A diploma megszerzése után ventspilsi és más lett iskolákban tanított. Később a ventspilsi zeneiskolában végzett tanulmányait, majd hegedűt és zongorát tanított a talsi zeneiskolában, és a talsi evangélikus templom kórusát vezényelte. Továbbra is közreműködött a Līvli kiadványokban, és részt vett lív oktatási anyagok fejlesztésében.

## Livóniai újjászületés és a Kāndla
Grīva képzett énekesnő volt, erős hanggal, és 1939-ben szólóelőadást adott a Mazirbe-i Livoniai Népház megnyitóján. Ez a népház a finn, észt, és magyar rokon népek támogatásával jött létre, és a ház falán erre ma is tábla emlékeztet  
Az 1960-as években segített összeállítani egy kézzel írott eszperantó-lett-lív szótárt, és segített Andrejs Krūmiņš lett zeneszerzőnek a lív népdallamok felvételében. 1966-ban szerepelt az észt dokumentumfilmben, a Livoniai partvidéken (észtül: Liivi rannal), amely a lív életet dokumentálta a livoniai (kurzemei) partvidéken.
1972-ben társalapítója volt a ventspilsi "Kāndla" líviai folklóregyüttesnek, és művészeti vezetőjeként is tevékenykedett. Egészségügyi nehézségei és utolsó éveiben romló hallása ellenére haláláig aktív tagja maradt az együttesnek.

## Magánélet
1956-ban feleségül ment Paulis Grīvahoz, a dundagai születésű férfihoz, aki a szibériai deportálásból tért vissza. Házasságuk rövid életű volt, mivel a férfi nem sokkal később meghalt. 
Grīva 35 éves levelezést folytatott Lauri Kettunen (1928–1963) nyelvésszel, amely fennmaradt. 1984-ben halt meg Ventspilsben, és a Sīkrags temetőben nyugszik.

## Örökség
Hilda Grīva a 20. század egyik legjelentősebb lív kulturális alakjának számít. Felvételeit és szóbeli közreműködéseit a Lett Folklór Digitális Archívuma őrzi.
A lív közösség és a kulturális élet csak az 1970-es években folytatta tevékenységét a szovjet korszakban. Emma Ērenštreite javaslatára ugyanis 1972-ben hozták létre a rigai Livlist (első karmester Dzidra Kļaviņa) és a Ventspilsi Kāndla (Hilda Grīva) lív néprajzi együtteseket. Ezekkel a céljuk a lív nyelv és zenei kultúra védelme és fejlesztése volt. 

## Fordítás
Ez a szócikk részben vagy egészben  a   Hilda Grīva című angol Wikipédia-szócikk ezen változatának fordításán alapul.  Az eredeti cikk szerkesztőit annak laptörténete sorolja fel. Ez a jelzés csupán a megfogalmazás eredetét és a szerzői jogokat jelzi, nem szolgál a cikkben szereplő információk forrásmegjelöléseként.